# Cox Green (Berkshire)
Cox Green – osada i civil parish w Anglii, w Berkshire, w dystrykcie (unitary authority) Windsor and Maidenhead. W 2011 civil parish liczyła 7505 mieszkańców.